# Iljo Keisse
Iljo Keisse (* 21. prosince 1982) je belgický profesionální silniční a dráhový cyklista jezdící za UCI WorldTeam Quick-Step–Alpha Vinyl.

## Úspěchy

### Dráhová cyklistika
2004
2. místo Šest dní v Gentu (s Andreasem Beikirchem)
2. místo Šest dní v Fiorenzuole (s Francem Marvullim)
3. místo Šest dní v Grenoblu (s Wouterem Van Mechelenem)
2005
Mistrovství Evropy
 vítěz Madisonu (s Matthewem Gilmorem)
vítěz Šest dní v Fiorenzuole (s Matthewem Gilmorem)
vítěz Šest dní v Grenoblu (s Matthewem Gilmorem)
vítěz Šest dní v Gentu (s Matthewem Gilmorem)
3. místo Šest dní v Amsterdamu (s Matthewem Gilmorem)
3. místo Šest dní v Brémách (s Marcem Villou)
2006
Mistrovství Evropy
 vítěz Derny
Národní šampionát
 vítěz bodovacího závodu
vítěz Šest dní v Hasseltu (s Matthewem Gilmorem)
vítěz Šest dní v Stuttgartu (s Robertem Bartkem a Leifem Lampaterem)
vítěz Šest dní v Curychu (s Robertem Bartkem)
vítěz Šest dní v Rotterdamu (s Matthewem Gilmorem)
vítěz Šest dní v Mnichově (s Francem Marvullim)
2007
vítěz Šest dní v Rotterdamu (s Robertem Bartkem)
vítěz Šest dní v Gentu (s Robertem Bartkem)
vítěz Šest dní v Amsterdamu (s Robertem Bartkem)
Mistrovství světa
 2. místo bodovací závod
Mistrovství Evropy
 2. místo Derny
2. místo Šest dní v Maastrichtu (s Marcem Villou)
2. místo Šest dní v Curychu (s Robertem Bartkem)
2. místo Šest dní v Mnichově (s Francem Marvullim)
2. místo Šest dní v Hasseltu (s Marcem Villou)
2. místo Šest dní v Brémách (s Robertem Bartkem)
2008
Mistrovství Evropy
 vítěz Madisonu (s Kennym De Ketelem)
Národní šampionát
 vítěz bodovacího závodu
 vítěz Madisonu (s Kennym De Ketelem)
vítěz Šest dní v Stuttgartu (s Robertem Bartkem a Leifem Lampaterem)
vítěz Šest dní v Brémách (s Robertem Bartkem)
vítěz Šest dní v Gentu (s Robertem Bartkem)
vítěz Šest dní v Mnichově (s Robertem Bartkem)
2. místo Šest dní v Curychu (s Robertem Bartkem)
2. místo Šest dní v Hasseltu (s Kennym De Ketelem)
2. místo Šest dní v Fiorenzuole (s Francem Marvullim)
3. místo Šest dní v Amsterdamu (s Robertem Bartkem)
3. místo Šest dní v Kodani (s Dannym Stamem)
3. místo Šest dní v Rotterdamu (s Robertem Bartkem)
2009
Národní šampionát
 vítěz bodovacího závodu
 vítěz Madisonu (s Kennym De Ketelem)
2. místo Šest dní v Gentu (s Robertem Klugem)
3. místo Šest dní v Grenoblu (s Giannim Meersmanem)
2010
vítěz Šest dní v Gentu (s Peterem Schepem)
vítěz Šest dní v Rotterdamu (s Dannym Stamem)
2. místo Šest dní v Brémách (s Robertem Bartkem)
2. místo Šest dní v Kodani (s Robertem Bartkem)
2011
Mistrovství Evropy
 vítěz Madisonu (s Kennym De Ketelem)
Národní šampionát
 vítěz Derny
 vítěz Madisonu (s Gertem-Janem Van Immerseelem)
 vítěz Scratche
vítěz Šest dní v Amsterdamu (s Nikim Terpstrou)
vítěz Šest dní v Grenoblu (s Morganem Kneiskym)
vítěz Šest dní v Curychu (s Francem Marvullim)
2012
vítěz Šest dní v Gentu (s Glennem O'Sheou)
vítěz Šest dní v Grenoblu (s Kennym De Ketelem)
vítěz Šest dní v Kodani (s Marcem Hesterem)
2. místo Šest dní v Amsterdamu (s Nikim Terpstrou)
3. místo Šest dní v Brémách (s Leifem Lampaterem)
3. místo Šest dní v Berlíně (s Kennym De Ketelem)
2013
vítěz Šest dní v Rotterdamu (s Nikim Terpstrou)
vítěz Šest dní v Curychu (s Silvanem Dillierem)
2. místo Šest dní v Gentu (s Wimem Stroetingem)
3. místo Šest dní v Grenoblu (s Jasperem de Buystem)
2014
Národní šampionát
 vítěz Madisonu (s Jasperem de Buystem)
 vítěz Scratche
vítěz Šest dní v Rotterdamu (s Nikim Terpstrou)
vítěz Šest dní v Curychu (s Markem Cavendishem)
2. místo Šest dní v Gentu (s Markem Cavendishem)
2015
vítěz Šest dní v Gentu (s Michaelem Mørkøvem)
vítěz Šest dní v Rotterdamu (s Nikim Terpstrou)
vítěz Revolution Round 2 (s Andym Tennantem)
vítěz Revolution Round 3 (s Wimem Stroetingem)
vítěz bodovacího závodu
vítěz eliminace týmů
vítěz Šest dní v Londýně (s Gijsem Van Hoeckem)
2016
2. místo Revolution Champions League
3. místo Šest dní v Gentu (s Eliou Vivianim)
2017
vítěz Šest dní v Brémách (s Marcelem Kalzem)
2018
vítěz Šest dní v Gentu (s Eliou Vivianim)
2019
vítěz Šest dní v Brémách (s Jasperem de Buystem)

#### Výsledky na šestidenních závodech
| Závod                 | 2004 | 2005 | 2006 | 2007 | 2008 | 2009 | 2010 | 2011 | 2012 | 2013 | 2014 | 2015         | 2016         | 2017         | 2018         | 2019         | 2020         |
| --------------------- | ---- | ---- | ---- | ---- | ---- | ---- | ---- | ---- | ---- | ---- | ---- | ------------ | ------------ | ------------ | ------------ | ------------ | ------------ |
| Šest dní v Amsterdamu | 10   | 3    | 4    | 1    | 3    | 4    |      | 1    | 2    |      |      | NS           |              | Závod zrušen | Závod zrušen | Závod zrušen | Závod zrušen |
| Šest dní v Brémách    | 3    | 4    | 3    | 1    |      | 2    |      | 3    |      |      |      |              | 1            |              | 1            |              |              |
| Šest dní v Gentu      | 2    | 1    | X    | 1    | 1    | 2    | 1    |      | 1    | 2    | 2    | 1            | 3            |              | 1            |              |              |
| Šest dní v Grenoblu   | 3    | 1    |      |      |      | 3    |      | 1    | 1    | 3    |      | Závod zrušen | Závod zrušen | Závod zrušen | Závod zrušen | Závod zrušen | Závod zrušen |
| Šest dní v Rotterdamu | NS   | 4    | 2    | 1    | 3    |      | 1    |      | 4    | 1    | 1    | 1            |              |              |              |              |              |
| Šest dní v Curychu    | NS   | NS   | 2    | 2    | 2    |      | 4    | 1    |      | 1    | 1    | Závod zrušen | Závod zrušen | Závod zrušen | Závod zrušen | Závod zrušen | Závod zrušen |

### Silniční cyklistika
2004
Tour du Loir-et-Cher
vítěz 6. etapy
5. místo Le Triptyque des Monts et Châteaux
2005
9. místo Bruxelles–Ingooigem
2006
4. místo Flèche Hesbignonne
6. místo celkově Kolem Británie
9. místo celkově Kolem Valonska
2007
vítěz Textielprijs Vichte
3. místo Kuurne–Brussel–Kuurne
7. místo Halle–Ingooigem
8. místo Omloop van het Waasland
2008
vítěz Textielprijs Vichte
4. místo GP Briek Schotte
2011
5. místo GP Herning
10. místo Dutch Food Valley Classic
2012
Kolem Turecka
vítěz 7. etapy
2013
vítěz Omloop Mandel-Leie-Schelde
3. místo celkově Münsterland Giro
2014
vítěz Châteauroux Classic
2. místo GP Briek Schotte
2015
vítěz Ronde van Zeeland Seaports
vítěz Profronde Deurne
Giro d'Italia
vítěz 21. etapy
Czech Cycling Tour
vítěz 1. etapy
Vuelta a España
 cena bojovnosti v 5. etapě
2017
vítěz Omloop Mandel-Leie-Schelde
vítěz Textielprijs Vichte
3. místo Le Samyn
3. místo Halle–Ingooigem
10. místo Dwars door West-Vlaanderen
2020
Národní šampionát
2. místo silniční závod

#### Výsledky na Grand Tours
| Grand Tour      | 2013 | 2014 | 2015 | 2016 | 2017 | 2018 | 2019 | 2020 | 2021 |
| --------------- | ---- | ---- | ---- | ---- | ---- | ---- | ---- | ---- | ---- |
| Giro d'Italia   | 159  | 139  | 145  | —    | 144  | —    | —    | 122  | 121  |
| Tour de France  | —    | —    | —    | 139  | —    | —    | —    | —    | —    |
| Vuelta a España | —    | —    | 148  | —    | —    | —    | —    | —    | —    |

#### Výsledky na klasikách
| Monument               | 2007 | 2011 | 2012 | 2013 | 2014 | 2015 | 2016 | 2017 | 2018 | 2019 | 2020 | 2021 |
| ---------------------- | ---- | ---- | ---- | ---- | ---- | ---- | ---- | ---- | ---- | ---- | ---- | ---- |
| Milán – San Remo       | —    | —    | —    | —    | DNF  | —    | —    | —    | 137  | —    | —    |      |
| Kolem Flander          | —    | —    | —    | 50   | 26   | 83   | 99   | 83   | 76   | 105  | —    |      |
| Paříž–Roubaix          | —    | —    | DNF  | 38   | DNF  | OTL  | 105  | 44   | 50   | DNF  | NS   |      |
| Lutych–Bastogne–Lutych | —    | —    | —    | —    | —    | —    | —    | —    | —    | —    | —    |      |
| Giro di Lombardia      | —    | —    | —    | —    | —    | —    | —    | —    | —    | —    | —    |      |
| Klasika                | 2007 | 2011 | 2012 | 2013 | 2014 | 2015 | 2016 | 2017 | 2018 | 2019 | 2020 | 2021 |
| Gent–Wevelgem          | —    | —    | —    | —    | 71   | —    | —    | 64   | —    | —    | —    |      |
| E3 Saxo Bank Classic   | —    | DNF  | DNF  | DNF  | 94   | DNF  | 103  | 32   | DNF  | 60   | NS   |      |
| Kuurne–Brusel–Kuurne   | 3    | —    | —    | —    | —    | 99   | —    | —    | 25   | —    | 100  |      |

| —   | Nezúčastnil se    |
| DNF | Nedokončil        |
| OTL | Mimo časový limit |
| NS  | Nekonalo se       |
| X   | Zrušeno           |